# أحمد البشتي
أحمد عبد الرازق البشتي (و.1927) سياسي ليبي.

## حياته
تخرج كجراح من جامعة القاهرة عام 1959، ومارس الطب بين عامي 1960-1963.

## مناصبه
- تولى وزراة الصحة في نهاية فترة حكومة محمد عثمان الصيد، وحكومتي محي الدين فكيني، ومحمود المنتصر (مارس 1963-مارس 1965)، ثم تولى وزرة الخارجية في حكومات حسين مازق، وعبد القادر البدري، وعبد الحميد البكوش (أكتوبر 1965-يناير 1968).[2]
- أصبح سفير ليبيا لدى تركيا من يناير 1968، وكان سفيراً هناك عند وقوع انقلاب 1969 في ليبيا.[1]